# Gaius Aufidius Marcellus
Gaius Aufidius Marcellus war ein römischer Politiker und Senator des 3. Jahrhunderts.
Über Marcellus’ Laufbahn ist trotz zweier Konsulate kaum etwas bekannt. Was seine Herkunft und Abstammung betrifft, wird in der PIR eine Verwandtschaft mit dem Senator Aufidius Coresnius Marcellus vorgeschlagen, der aus Sagalassos in Pamphylien stammte.
Laut PIR wurde Marcellus um 205 Suffektkonsul. Durch eine Inschrift ist belegt, dass er danach um 219/222 Statthalter (Prokonsul) in der Provinz Asia war. Durch zwei weitere Inschriften und mehrere Militärdiplome ist belegt, dass er 226 zusammen mit Kaiser Severus Alexander ordentlicher Konsul war.